# Петроглиф
Петроглифът е изображение, създадено чрез премахване на част от скална повърхност чрез нарязване, копане, издълбаване или абразия, като форма на скално изкуство. Извън Северна Америка учените често използват термини като „резба“, „гравиране“ или други описания на техниката, за да се отнасят към такива изображения. Петроглифите се срещат по целия свят и често се свързват с праисторически народи. Думата идва от гръцкия префикс петро-, от „πέτρα“ петра, което означава „камък“, и „γλύφω“ глифо, което означава „издълбавам“, и първоначално е въведена на френски като петроглиф.
Друга форма на петроглиф, обикновено срещан в грамотните култури, скален релеф или изсечен в скала релеф е релефна скулптура, издълбана върху „жива скала“, като скала, а не отделно парче камък. Въпреки че тези релефни резби са категория скално изкуство, понякога се среща във връзка с изсечена в скала архитектура, те са склонни да бъдат пропуснати в повечето произведения на скалното изкуство, които се концентрират върху гравюри и картини от праисторически или неграмотни култури. Някои от тези релефи използват естествените свойства на скалата, за да очертават изображение. Скални релефи са правени в много култури, особено в древния Близък изток. Скалните релефи обикновено са доста големи, тъй като трябва да бъдат, за да окажат въздействие на открито. Повечето имат фигури, които са по-големи от естествения размер.
Стилистично, скалните релефни резби на културата са свързани с други видове скулптура от съответния период. С изключение на хетски и персийски примери, те обикновено се обсъждат като част от скулптурната практика на културата. Вертикалният релеф е най-често срещан, но се срещат и релефи на основно хоризонтални повърхности. Терминът релеф обикновено изключва релефни резби в естествени или създадени от човека пещери, които са често срещани в Индия. Естествените скални образувания, направени в статуи или друга скулптура в кръга, най-известна в Големия сфинкс в Гиза, също обикновено се изключват. Вероятно ще бъдат включени релефи върху големи камъни, оставени в естественото им местоположение, като релефа на хетите Имамкулу, но по-малки камъни, описани като стели или издълбани ортостати.
В научните текстове петроглифът е скална гравюра, докато петрографът е скална рисунка. В обичайна употреба двете думи са синоними. И двата вида изображения принадлежат към по-широката и по-обща категория скално изкуство или париетално изкуство. Петроформите или моделите и формите, направени от много големи скали и камъни над земята, също са доста различни. Inuksuit също не са петроглифи, те са създадени от човека скални форми, които се срещат само в арктическия регион.

## История
Петроглифи са открити във всички части на земното кълбо, с изключение на Антарктида, с най-високи концентрации в части от Африка, Скандинавия, Сибир, югозападна Северна Америка и Австралия. Много примери за петроглифи, открити в световен мащаб, са датирани приблизително от новокаменната епоха и късния палеолит (преди около 10 – 12 хиляди години), въпреки че някои, като тези открити в Каменната могила в Украйна, са създадени по-рано от това. Някои петроглифи в Австралия се оценяват на преди 20 хиляди години, а други примери за петроглифи се оценяват на 40 хиляди години.
Преди около 7 – 9 хиляди години, когато се появяват първите писмени знаци, наред с петроглифите се появяват пиктограми и идеограми. Въпреки това петроглифите продължават да се създават и остават донякъде често срещани, като различни култури продължават да ги използват за различен период от време, включително култури, които продължават да ги създават, докато не се осъществява контакт със западната култура през 19. – 20. век.

## Разпространение
Петроглифите са разпространени по целия свят, на всички континети.